# داغوبان
داغوبان (بالإنجليزية: Dagupan) هي مدينة في الفلبين، تتبع بانغاسينان، بلغ عدد سكانها 163٬676  نسمة، في 1 مايو 2010، تبلغ مساحتها 37٫23 كيلومتر مربع، رمزها البريدي هو 2400.

## الموقع
تشترك في الحدود مع:
- Calasiao [الإنجليزية]‏.

## مدن توأم
المدن التوأم:
- غوادالاخارا
- إواتا، شيزوكا.

## أعلام
- سالبادور بيرنال
- تشيسكا غارسيا
- رودريغو د. بيريز
- إيرني بارون